# Jhon Lucumí
Jhon Lucumí, né le 26 juin 1998 à Cali en Colombie, est un footballeur colombien. Il évolue au poste de défenseur central au Bologne FC.

## Biographie

### Découverte du football
Dès son plus jeune âge, Jhon Lucumí découvre le football dans une école de foot dans le quartier de San Luis. Ses qualités physiques et son habileté technique vont vite attirer l’attention d’Américo Orbes, l’un des formateurs des catégories jeunes du Deportivo Cali. C’est à l’âge de neuf ans seulement qu’il rejoint les catégories jeunes du Deportivo Cali.
À ses débuts, Jhon Lucumí jouait à diverses positions offensives, mais très vite, Américo Orbes va déceler le potentiel qu’il peut avoir au poste de défenseur. Peu à peu, le Colombien va apprendre son nouveau poste et à dix-sept ans, il découvre le monde professionnel.

### Au Deportivo Cali
Saison après saison, Lucumí va peu à peu gagner du temps de jeu au sein du cub. Au cours de l’année 2018, le jeune défenseur va s’imposer au sein de cette équipe et ses bonnes performances vont attirer l’attention de plusieurs équipes européennes. Avec l'équipe du Deportivo Cali, il participe aux compétitions continentales, disputant un match en Copa Libertadores et trois en Copa Sudamericana.

### Départ pour la Belgique
Après plus de dix ans passés au sein du club colombien, Jhon Lucumí rejoint le KRC Genk en 2018.
Le 26 juillet 2018, il fait ses débuts avec ce club lors du deuxième tour de qualification de la Ligue Europa contre le Fola Esch (victoire 5-0). Pendant ce match, il dispute l'intégralité de la rencontre.
Près de trois semaines après son premier match sous le maillot genkois, Lucumí fait ses débuts en Division 1A contre le KV Ostende (victoire 0-2). Comme lors de son match contre les Luxembourgeois du Fola Esch, il y joue également l'intégralité de la rencontre.
En mai 2019, il devient champion de Belgique avec le club du Limbourg.

### En équipe nationale
Avec les moins de 17 ans, il participe au championnat sud-américain des moins de 17 ans en 2015. Lors de cette compétition, il joue huit matchs.
Dans la continuité de ses bonnes performances avec le KRC Genk, le sélectionneur Arturo Reyes le convoque pour intégrer l’équipe de Colombie pour les matches amicaux de 2018. Finalement, le 4 juin 2019, Lucumí fait ses débuts avec l'équipe de Colombie, lors d'un match amical contre le Panama (victoire 3-0). Lors de ce match, il joue l'intégralité de la rencontre.
En 2019, il est retenu par le sélectionneur Carlos Queiroz afin de participer à la Copa América organisée au Brésil.

## Statistiques

### En sélection nationale
| Saison                | Sélection             | Phases finales        | Phases finales | Phases finales | Phases finales | Éliminatoires CDM | Éliminatoires CDM | Éliminatoires CDM | Matchs amicaux | Matchs amicaux | Matchs amicaux | Total | Total | Total |
| Saison                | Sélection             | Compétition           | M              | B              | Pd             | M                 | B                 | Pd                | M              | B              | Pd             | M     | B     | Pd    |
| --------------------- | --------------------- | --------------------- | -------------- | -------------- | -------------- | ----------------- | ----------------- | ----------------- | -------------- | -------------- | -------------- | ----- | ----- | ----- |
| 2018-2019             | Colombie              | Copa América 2019     | 1              | 0              | 0              | -                 | -                 | -                 | 1              | 0              | 0              | 2     | 0     | 0     |
| 2019-2020             | Colombie              | -                     | -              | -              | -              | -                 | -                 | -                 | 2              | 0              | 0              | 2     | 0     | 0     |
| 2020-2021             | Colombie              | Copa América 2021     | 0              | 0              | 0              | 0                 | 0                 | 0                 | -              | -              | -              | 0     | 0     | 0     |
| 2021-2022             | Colombie              | -                     | -              | -              | -              | 0                 | 0                 | 0                 | 1              | 0              | 0              | 1     | 0     | 0     |
| 2022-2023             | Colombie              | -                     | -              | -              | -              | -                 | -                 | -                 | 7              | 0              | 0              | 7     | 0     | 0     |
| 2023-2024             | Colombie              | Copa América 2024     | 1              | 0              | 0              | 4                 | 0                 | 0                 | 3              | 0              | 0              | 8     | 0     | 0     |
| Total sur la carrière | Total sur la carrière | Total sur la carrière | 2              | 0              | 0              | 4                 | 0                 | 0                 | 14             | 0              | 0              | 20    | 0     | 0     |

## Palmarès
| Deportivo Cali                              | KRC Genk (3) | Bologne FC (1)                            | Colombie                            |
| ------------------------------------------- | --- | ----------------------------------------- | ----------------------------------- |
| - Superliga Colombiana : - Finaliste : 2016 | - Championnat de Belgique (1) : - Champion : 2019 - Coupe de Belgique (1) : - Vainqueur : 2021 - Supercoupe de Belgique (1) : - Vainqueur : 2019 | - Coupe d'Italie (1) : - Vainqueur : 2025 | - Copa América : - Finaliste : 2024 |